# Michał Gwalbert Pawlikowski
Michał Gwalbert Pawlikowski (ur. 2 marca 1887 w Wiedniu, zm. 15 listopada 1970 w Londynie) – polski pisarz i poeta, wydawca i kolekcjoner, taternik.

## Życiorys
Syn Jana Gwalberta Pawlikowskiego i Wandy Abramowicz, szwagier Marii z Kossaków Pawlikowskiej-Jasnorzewskiej, żonaty z Anielą, córką  poetki Maryli Wolskiej.
Od 1908 dyrektor Towarzystwa Wydawniczego we Lwowie. Od jesieni 1914 sekretarz Stanisława Grabskiego w Lwowskim Komitecie Ratunkowym.
Od 1917 członek Ligi Narodowej. W okresie międzywojennym członek ZLN, potem Obozu Wielkiej Polski i Stronnictwa Narodowego. Od wybuchu II wojny światowej na emigracji.
Bibliofil i wydawca, ostatni dziedzic Medyki, który odbudował rodzinne gniazdo Pawlikowskich, zniszczone podczas I wojny światowej. W latach 1925–1939 działało w Medyce wydawnictwo pod nazwą "Biblioteka Medycka", którym kierował. Słynęło ono z tanich, eleganckich wydań literatury pięknej.
Po II wojnie światowej osiadł w Londynie (gdzie założył Instytut Kultury Polskiej na Obczyźnie), ale od 1957 r. przyjeżdżał często do Zakopanego. Zginął w wypadku samochodowym w 1970 r. Pochowany na starym cmentarzu w Zakopanem (kw. L-I-6).

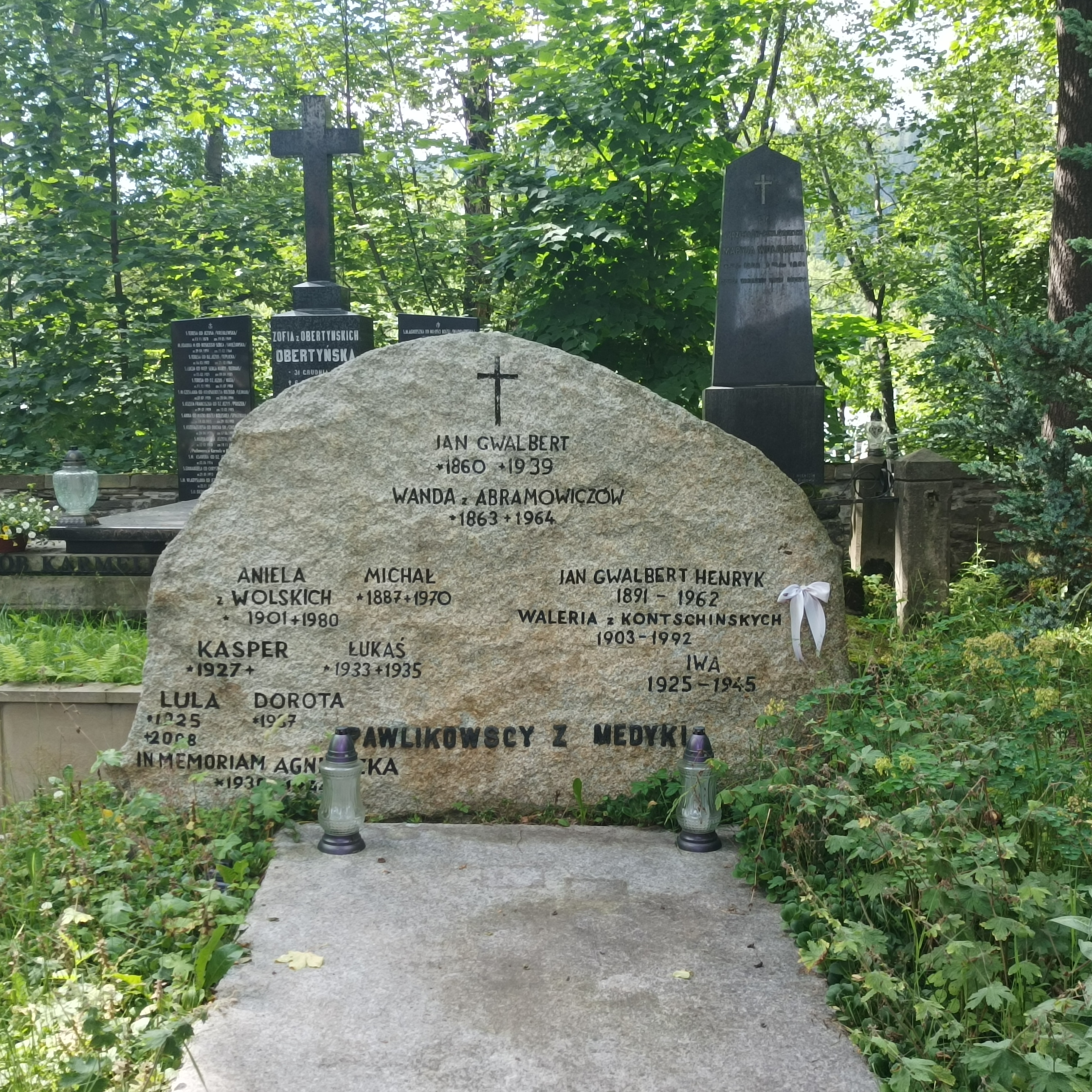
Grób Jana Gwalberta i Michała Gwalberta Pawlikowskich na Cmentarzu Zasłużonych na Pęksowym Brzyzku

## Twórczość
W obfitej i różnorodnej twórczości pisarskiej P. pojawiają się Tatry i Podhale już od 1906 r., najwcześniej w jego zbiorze wierszy Wiosenny gość (Lw. 1906), a potem w wierszach publikowanych osobno, jak: Wicher ("Wierchy" 1, 1923), O sto mil (tamże 2, 1924), Na Pęksów Brzyzek (tamże 6, 1928) i wreszcie w zbiorze fragmentów poetyckich Harfa Eola (Medyka 1930), a po wielu latach w wierszu Świerki w Devonie ("Wiadomości", Londyn, 1971, nr 1311). Fragmenty Iliady Homera przełożył na gwarę podhalańską i opublikował pt. O wojnie Greków z Trojanami ("Lamus" 1, 1909 i 4, 1912-13). Jego nietatrzański poemat Wierzę w jednego Boga (Medyka 1934) w czasie II wojny świat. krążył w okupowanej Polsce w anonimowych odpisach.
Taternictwa, alpinizmu i ochrony przyrody dotyczą jego liczne artykuły z lat międzywojennych, większy szkic Człowiek w obliczu gór ("Przegląd Współczesny" 1934, nr 147-148) i książka Góry i człowiek (Warszawa 1939), a także opis Tatr Il Gruppo dei Monti Tatra ("Rivista Mensile Club Alpino Italiano" 1932, nr 8). Ogłosił wspomnienia, m.in. z Zakopanego i Tatr, pt. Okna (Medyka 1934 i 1936, seria 1 i 2). Pisywał ponadto od 1909 na różne tematy dotyczące Podtatrza i Tatr, np. Wystawa Podhalańska we Lwowie ("Mies. Lit. i Artyst." 1, 1911, nr 5), Polskie górne Węgry ("Zjednoczenie", Lwów 1915, nr 2), opowiadanie Zbójnicy ("Wierchy" 1, 1923), wspomnieniowe Pod Jedlami ("Prosto z Mostu" 1935, nr 16), a także opowiadania tatrzańskie dla młodzieży w czytankach i czasopismach.
A poza tym wszystkim była jego bogata twórczość pisarska nie związana ani z Tatrami, ani z Podtatrzem, jak dzieło o Arturze Grottgerze pt. Arthur i Wanda (Medyka, Lwów 1928, t. 1-2, wsp. z Marylą Wolską).